# Julie Foster
Julie Foster est une joueuse canadienne de rugby à XV, née le 12 janvier 1969, de 1,65 m pour 66 kg, occupant le poste de centre aux Regina Breakers. Elle peut également jouer ailière.

## Palmarès
(au 30.08.2006)
- 39 sélections en Équipe du Canada de rugby à XV féminin
- 50 points
- participation à la Coupe du monde féminine de rugby à XV 2006: 4e place.